# Islam in Mayotte
De islam is het geloof van de meerderheid van de inwoners van het eiland Mayotte, waarvan 97% moslim is en 3% christen. 85.000 van de in totaal 90.000 inwoners van het eiland zijn Mahorais (Comorezen). De Mahorais zijn een mix van kolonisten uit veel gebieden: Afrikanen van het vasteland, Arabieren en Malagassiërs. De aanwezigheid van de islam in Mayotte gaat terug tot ten minste de 15e eeuw.

## Kledingdracht
Hoewel jongeren westerse kleding dragen, is traditionele kleding onder volwassenen nog steeds gebruikelijk. In de stad draagt een Mahorais man doorgaans een wit katoenen kledingstuk en een lang overhemd, soms met een wit jasje en een witte cap. Buiten de stad wordt een lange stoffen sarong (kleurrijke rok) gedragen. De meeste vrouwen dragen traditioneel gekleurde salouva of westerse kleding.

## Polygamie
Polygamie is een aanvaardbare praktijk onder de Mahorais. Op 29 maart 2009 stemde echter 95% van de inwoners van Mayotte om het 101e departement van Frankrijk te worden. Omdat de stemming in maart 2011 van kracht werd, is het eiland verplicht om alle vormen van polygame verbintenissen en andere vormen van praktijken die "in strijd zijn met de Franse cultuur", inclusief kindhuwelijken, te verbieden. Op dit moment wordt aangenomen dat polygame huwelijken door de overheid zijn stopgezet.